# Bouse
Bouse – jednostka osadnicza w Stanach Zjednoczonych, w stanie Arizona, w hrabstwie La Paz.